# Formica fusca
Formica fusca é uma espécie de formiga paleártica cujo alcance estende-se de Portugal até ao Japão.
Em geral, as colônias de F. fusca possuem mais de uma rainha.